# توب غير (موسم 8)
توب غير 8 (بالإنجليزية: Top Gear)‏ هو السلسلة الثامنة للبرنامج التلفزيوني البريطاني الذي يهتم بالمركبات، توب جير، تم إنتاجه في المملكة المتحدة. بدأ عرضه في سنة 2006. عرض على بي بي سي تو. بلغ عدد حلقاته 8 حلقات، تم بث البرنامج لأول مرة بتاريخ 7 مايو 2006 بينما تم بث آخر حلقة منه بتاريخ 30 يوليو 2006. مقدمو البرنامج جيرمي كلاركسون، ريتشارد هاموند وجيمس ماي.